# Мара Лишанка
Мара Лишанка (болг. Мара Лишанка, Мара-и-лишанка, Мара-й-лишанка) — пасхальный обряд, а также кукла, как символ обряда, известные в юго-восточной Болгарии (район Бургаса). Обряд совершался девушками с целью заговора на любимого парня или обеспечения плодородия и проводился в среду после Пасхи (Светлую или Праздную Среду).

## Обряды
Обрядовая кукла делалась небольшой, из одежды невесты с девичьими украшениями, по виду напоминающая голову невесты, либо — в рост человека. В пасхальную (болг. Празну) среду девушки собирались вместе и, сделав куклу, отправлялись с ней на место общего сбора, где становились двумя цепочками и припевали каждой девушке, которая по очереди держала куклу, припевку, в которой называли имя девушки и имя её возлюбленного; в итоге кукла переходила из рук в руки, пока не «опоют» всех девушек. В конце куклу разбирали и расходились по домам.
В других вариантах обряд призван вызвать дождь, защитить от града и обеспечить плодородие. Сделав куклу в виде головы невесты, девушки обходили с ней село и поля, затем купали куклу в реке. Куклу могли пустить по воде — особенно, когда кукла изображала горбатую и уродливую невесту, «представляющую собой обобщённый символ чего-то плохого, опасного и нежелательного».